# Chandrika Kumaratunga
Chandrika Bandaranaike Kumaratunga (syng. චන්ද්‍රිකා බණ්ඩාරනායක කුමාරතුංග, tamil. சந்திரிகா பண்டாரநாயக்க குமாரதுங்க, ur. 29 czerwca 1945 w Kolombo) – polityk Sri Lanki, prezydent od 1994 do 2005.
Jest córką Solomona i Sirimavo Bandaranaike, byłych premierów Sri Lanki (jej matka była pierwszą na świecie kobietą-premierem). Chandrika studiowała nauki polityczne i prawo w Paryżu, biorąc udział w rewolcie studenckiej w 1968. Pracowała jako dziennikarka, konsultantka FAO, autorka prac o reformach społecznych na Sri Lance. Związana z Partią Wolności Sri Lanki; później w 1984 zakładała marksistowską Sri Lanka Mahajana Party, której była wiceprzewodniczącą, a w latach 1986–1988 – przewodniczącą. Po zabójstwie męża (aktora i polityka Vijayi Kumaratungi) przez terrorystów (Syngaleski Front Wyzwolenia) wyjechała do Londynu. W 1991 powróciła do kraju i ponownie związując się z Partią Wolności Sri Lanki stworzyła szeroką koalicję, która wygrała wybory parlamentarne w 1994. Kumaratunga objęła stanowisko premiera i wkrótce potem prezydenta kraju (premierem została jej matka). W 2000 ponownie wybrana na urząd prezydenta.